# Malte Jürgens

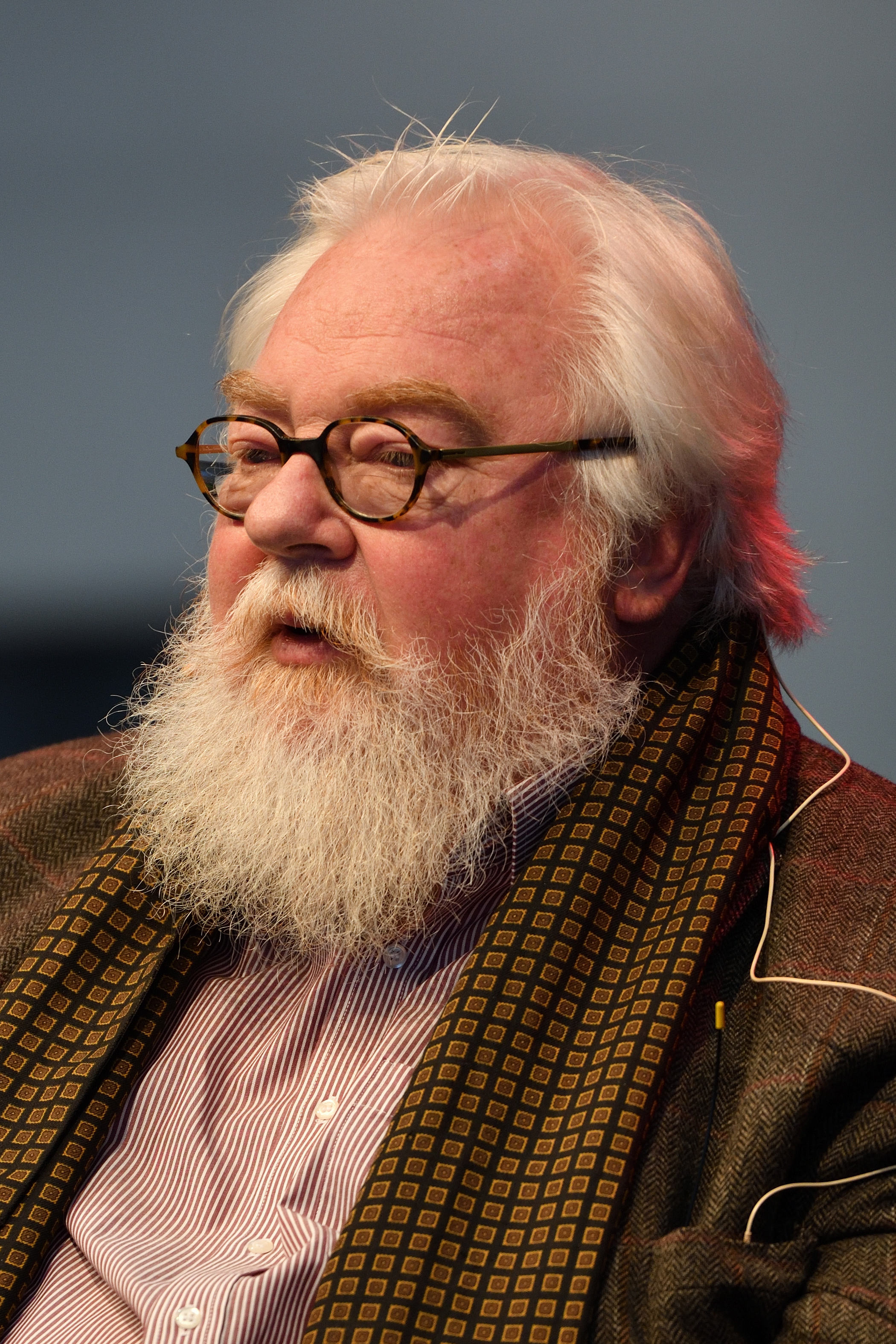
Malte Jürgens, 2017

Malte Jürgens (* 17. April 1954) ist ein deutscher Motorjournalist. Er war von 2003 bis 2011 Chefredakteur der Zeitschrift Motor Klassik.

## Leben
Nach einem Studium der Germanistik, Philosophie, Biologie, Chemie und Physik an der Freien Universität Berlin legte Jürgens 1981 sein Staatsexamen in Germanistik (Spezialgebiet Linguistik) und Biologie (Spezialgebiet Anthropologie) ab. Im Anschluss an ein Volontariat war er ab 1983 Redakteur bei auto motor und sport und 1986–88 Redakteur bei sport auto. Nach der Rückkehr zu ams wurde er 1994 zum geschäftsführenden Redakteur und war ab 1996 Ausbildungsleiter „Journalismus und Grafik“ bei der Motor Presse Stuttgart.
Er bekleidete ab Dezember 2003 das Amt des Chefredakteurs bei Motor Klassik. Seither ist er wieder als Redakteur und Autor der ams-Gruppe tätig. Seit 2012 ist er Leiter der ams-Gruppe.
Malte Jürgens ist Mitglied im Allgemeinen Schnauferl-Club.

## Publikationen
- Youngtimer, Stuttgart 2005.
- Kultsportwagen der 50er, 60er & 70er, Stuttgart 2009.
- Stromlinie, Stuttgart 2012.